# Représentabilité finie (espace de Banach)
La représentabilité finie est un concept mathématique utilisé dans l'étude des espaces de Banach. L'idée principale, introduite par Grothendieck,, consiste à examiner les isomorphismes entre sous-espaces de dimension finie.

## Définition
Soient E et F deux espaces vectoriels normés. F est dit finiment représentable dans E si, pour tout sous-espace U ⊂ F de dimension finie et tout ε > 0, il existe un sous-espace V ⊂ E et un isomorphisme T : U → V tels que ║T║║T −1║ < 1 + ε, où ║ ║ désigne la norme d'opérateur.
Autrement dit, F est finiment représentable dans E si tout sous-espace de dimension finie de F est à distance de Banach-Mazur arbitrairement petite d'un sous-espace de dimension finie de E.

## Exemples
- Tout sous-espace de E est finiment représentable dans E.
- La représentabilité finie est une relation transitive, c'est-à-dire que si G est finiment représentable dans F et F finiment représentable dans E, alors G est finiment représentable dans E.
- Pour 1 ≤ p < +∞, Lp([0, 1]) est finiment représentable dans ℓp.
- Pour p > 2 et 1 ≤ q ≤ 2, ℓp n'est pas finiment représentable dans Lq(X, μ).
- L'espace de fonctions C([0, 1]) est finiment représentable dans l'espace c0 des suites réelles de limite nulle, et vice-versa.

## Théorème de Dvoretzky
D'après le théorème de Banach-Mazur, tout espace de Banach séparable est isométrique à un sous-espace de C([0, 1]). Tout espace de Banach est donc finiment représentable dans C([0, 1]), autrement dit : C([0, 1]) est maximal pour la relation de représentabilité finie. Un corollaire du théorème de Dvoretzky garantit qu'à l'opposé, les espaces de Hilbert sont minimaux :

Un espace de Hilbert est finiment représentable dans tout espace de Banach de dimension infinie.
Cette minimalité caractérise même les espaces de Hilbert. En effet, si un Banach H est finiment représentable dans tout Banach de dimension infinie alors il l'est dans ℓ2 et on en déduit facilement qu'il vérifie l'identité du parallélogramme donc, d'après le théorème de Fréchet-von Neumann-Jordan, H est un Hilbert.

## Super-propriétés
Pour toute propriété P vérifiée par certains espaces de Banach, on dit qu'un Banach E a la propriété super-P, ou « est » super-P, si tout Banach finiment représentable dans E a la propriété P. D'après le théorème de Dvoretzky, pour qu'il existe un Banach super-P de dimension infinie, il faut que tout Hilbert ait la propriété P.
« Super- » est bien sûr un opérateur de clôture, c'est-à-dire qu'on a « super-P ⇒ P », « si P ⇒ Q alors super-P ⇒ super-Q » et « super-super-Q ⇔ super-Q ».
En particulier, P est une super-propriété (c'est-à-dire de la forme super-Q) si et seulement si super-P ⇔ P. Par exemple, la convexité uniforme est une super-propriété, mais pas la réflexivité.

## Super-réflexivité
La convexité uniforme entraîne la propriété de Banach-Saks (théorème dû à Kakutani), qui elle-même entraîne la réflexivité (théorème de T. Nishiura et D. Waterman). Tout espace uniformément convexe est donc réflexif (théorème de Milman-Pettis) et même super-réflexif (puisque la convexité uniforme est une super-propriété). La réciproque est due à Per Enflo :

Un espace de Banach est super-réflexif (si et) seulement s'il est uniformément convexe pour au moins une norme équivalente.
On en déduit :

La super-réflexivité et la super-propriété de Banach-Saks sont équivalentes.

## Principe de réflexivité locale
Le principe de réflexivité locale, explicité par Joram Lindenstrauss et Haskell Rosenthal,, assure que le bidual E'' d'un espace de Banach E est finiment représentable dans E, et même :

Pour tous sous-espaces de dimensions finies U ⊂ E'' et V ⊂ E' et tout ε > 0, il existe une injection linéaire T : U → E telle que
- ║T║║T −1║ < 1 + ε,
- 〈x*, T(x**)〉 = 〈x**, x*〉 pour tous x* ∈ V et x** ∈ U,
- la restriction de T à U∩E est l'identité.